# Las Vegas Desert Classic
| Las Vegas Desert Classic | Las Vegas Desert Classic                                 |
| ------------------------ | -------------------------------------------------------- |
| Sportart                 | Darts                                                    |
| Organisator              | PDC                                                      |
| Turnierart               | Einladungsturnier                                        |
| Austragungsort           | Mandalay Bay Resort and Casino, MGM Grand Hotel Paradise |
| Austragungszeitraum      | Juli                                                     |
| Rekordsieger             | Phil Taylor (5×)                                         |
| Letzter Sieger           | Phil Taylor                                              |
| Letzte Austragung        | 2009                                                     |

Die Las Vegas Desert Classic waren ein Major-Turnier im Dartsport, die zwischen 2002 und 2009 von der Professional Darts Corporation (PDC) veranstaltet wurden. Anfangs wurde das Turnier im MGM Grand Hotel in Paradise, Nevada ausgetragen. 2006 wechselte der Austragungsort ins Mandalay Bay Resort and Casino.
Rekordsieger ist der englische Dartspieler Phil Taylor mit fünf Siegen.

## Finalergebnisse

### Herren
| Jahr | Austragungsort                           | Sieger                | Ergebnis       | Finalist              | Sponsor        | Preisgeld | Preisgeld |
| Jahr | Austragungsort                           | Sieger                | Ergebnis       | Finalist              | Sponsor        | Gesamt    | Sieger    |
| ---- | ---------------------------------------- | --------------------- | -------------- | --------------------- | -------------- | --------- | --------- |
| 2002 | MGM Grand Hotel, Paradise                | Phil Taylor           | 3 : 0 (sets)   | Ronnie Baxter         |                | 0$58.000  | 0$20.000  |
| 2003 | MGM Grand Hotel, Paradise                | Peter Manley          | 16 : 12 (legs) | John Part             | 0$88.000       | 0$22.000  |           |
| 2004 | MGM Grand Hotel, Paradise                | Phil Taylor           | 6 : 4 (sets)   | Wayne Mardle          | 0£84.100       | 0£15.000  |           |
| 2005 | MGM Grand Hotel, Paradise                | Phil Taylor           | 6 : 1 (sets)   | Wayne Mardle          | 0£84.100       | 0£15.000  |           |
| 2006 | Mandalay Bay Resort and Casino, Paradise | John Part             | 6 : 3 (sets)   | Raymond van Barneveld | PartyPoker.com | 0£15.000  | 0£90.500  |
| 2007 | Mandalay Bay Resort and Casino, Paradise | Raymond van Barneveld | 13 : 6 (legs)  | Terry Jenkins         |                | 0£120.000 | 0£20.000  |
| 2008 | Mandalay Bay Resort and Casino, Paradise | Phil Taylor           | 13 : 7 (legs)  | James Wade            | PartyPoker.com | 0£120.000 | 0£20.000  |
| 2009 | Mandalay Bay Resort and Casino, Paradise | Phil Taylor           | 13 : 11 (legs) | Raymond van Barneveld | PartyPoker.com | 0£182.000 | 0£30.000  |

### Damen
| Jahr | Austragungsort            | Sieger         | Ergebnis     | Finalist       |
| ---- | ------------------------- | -------------- | ------------ | -------------- |
| 2002 | MGM Grand Hotel, Paradise | Deta Hedman    | 2 : 1 (sets) | Crissy Manley  |
| 2003 | MGM Grand Hotel, Paradise | Stacy Bromberg | 6 : 4 (legs) | Deta Hedman    |
| 2004 | MGM Grand Hotel, Paradise | Trina Gulliver | 6 : 5 (legs) | Stacy Bromberg |
| 2005 | MGM Grand Hotel, Paradise | Trina Gulliver | 6 : 1 (legs) | Deta Hedman    |